# Uddevalla kontrakt
Uddevalla kontrakt var ett kontrakt i Göteborgs stift inom Svenska kyrkan. Kontraktet utökades och namnändrades 2018  till Uddevalla och Stenungsunds kontrakt.Det omfattade församlingarna och pastoraten i samma område som omfattas av Uddevalla kommun i Bohuslän. 
Kontraktskod var 0806.

## Administrativ historik
Kontraktet bildades 1 april 2007 av församlingar som ingått i Älvsyssels norra kontrakt
- Uddevalla församling
- Lane-Ryrs församling
- Bäve församling
- Herrestads församling
- Bokenäs församling som 2010 uppgick i Bokenäsets församling
- Skredsviks församling som 2010 uppgick i Bokenäsets församling
- Högås församling som 2010 uppgick i Bokenäsets församling
- Dragsmarks församling som 2010 uppgick i Bokenäsets församling
- Forshälla församling som 2011 uppgick i Ljungskile församling
- Resteröds församling som 2011 uppgick i Ljungskile församling
- Ljungs församling som 2011 uppgick i Ljungskile församling
- Grinneröds församling som 2011 uppgick i Ljungskile församling

från 2015 tillkom
- Dalabergs församling